# Jaan Ehlvest
Jaan Ehlvest (Tallin, 14 de octubre de 1962) es un jugador de ajedrez estonio, que tiene el título de Gran Maestro desde 1987. Ehlvest, que jugó bajo bandera soviética, juega desde 2006 bajo bandera estadounidense. En 1987 y 1989 fue galardonado como "deportista estonio del año". Su hermano, Jüri Ehlvest, fue un conocido escritor en Estonia.
En la lista de Elo de la FIDE de febrero de 2015, tenía un Elo de 2547 puntos, lo que le hacía el jugador número 19 (en activo) de los Estados Unidos. Su máximo Elo fue de 2660 puntos, en la lista de enero de 1996 (posición 17.º del ranking mundial). Fue brevemente un top 10 mundial en 1991, cuando ascendió al número 5.º en la lista de Elo de la FIDE con un Elo de 2650.

## Biografía y resultados destacados en competición
Entre las victorias de Ehlvest hay que destacar el Campeonato Júnior de la Unión Soviética de 1980, el segundo lugar en el Campeonato del mundo juvenil de 1981, (el campeón fue Ognjen Cvitan), el Campeonato de Europa juvenil de 1983, el Campeonato de Estonia de 1986, el Torneo de Ajedrez Reggio Emilia 1989/90 (superando a Vasili Ivanchuk y Anatoli Karpov), el New York Open de 1994, y el World Open de 2003 en Filadelfia. En 1997, empató en los puestos 1.º al 5.º con Zurab Sturua, Christopher Lutz, Gyula Sax y Aleksander Delchev en el abierto de Pula, y también en 1997 fue primero en el torneo Heart of Finland de Jyväskylä. Participó en el Torneo Interzonal de Manila de 1990, donde acabó en el lugar 16.º con 7.5/13 puntos.
Ehlvest estudió psicología en la Universidad estatal de Tartu. En 2004, publicó su autobiografía Historia de un jugador de ajedrez. En 2006, insatisfecho por la falta de apoyo de la Federación Estonia de Ajedrez, decidió ir a vivir a los Estados Unidos; desde entonces, es miembro de la Federación de ajedrez estadounidense y compite internacionalmente por dicho país.
En marzo de 2007, aceptó una invitación para jugar un inusual partido a ocho partidas contra el programa de ajedrez Rybka, uno de los más fuertes que existen. Jugó con negras en todas las partidas, pero a cambio obtuvo ventaja de un peón (Rybka jugaba cada partida con un peón de menos, uno diferente en cada partida). Ehlvest perdió por 2.5:5.5 (+1 −4 =3). A continuación se jugó un partido de revancha, sin ventajas de peón, pero con Ehlvest conduciendo las blancas en todas las partidas. Ehlvest tenía el doble de tiempo en el reloj y, también, cierta ventaja al haberse introducido significativas limitaciones al programa. No obstante, perdió nuevamente, 1.5:4.5.
En noviembre de 2008 se proclamó Campeón continental americano en Boca Ratón. En diciembre de 2012 fue 3.º-7.º (sexto en el desempate) en el Torneo Al Ain Classic con 6½ puntos de 9 (el campeón fue Romain Édouard). En junio de 2013 empató del 1.º-5.º en Las Vegas Chess Festival con Manuel León Hoyos, Varuzhan Akobian, Alejandro Ramírez Álvarez, Enrico Sevillano y Wesley So (este último fue el campeón).

### Participación en olimpiadas de ajedrez
Ehlvest fue miembro del equipo de la Unión Soviética que ganó la medalla de oro en la Olimpiada de Ajedrez de 1988 en Tesalónica y jugó representando a Estonia en las olimpiadas en el periodo 1992-2004.

## Obras
- Ehlvest, Jaan (2004). The Story of a Chess Player. Arbiter Publishing. ISBN 0-9763891-0-X.